# Școala Rinzai

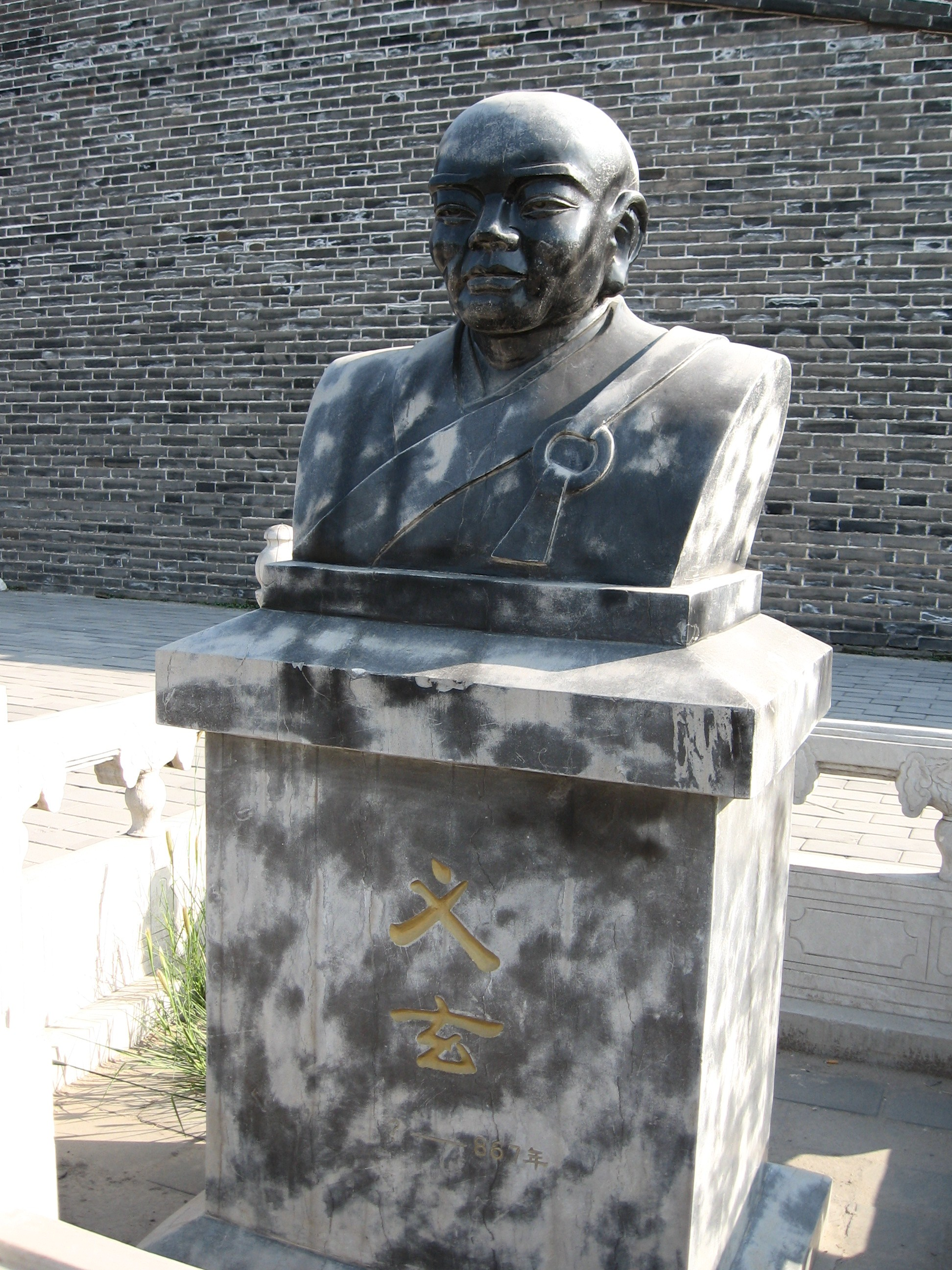
Statuie a lui Linji Yixuan (japoneză: Rinzai Gigen).

Școala Rinzai este una din cele două școli budiste zen majore din Japonia, cealaltă fiind Sōtō. Numele este preluat de la maestrul chinez Chan (zen) Linji Yixuan.
Școala de sud, de care aparținea Linji, sublinia cunoașterea bruscă, spre deosebire de Școala de nord care sublinia cunoașterea treptată.
Practica se caracterizează prin meditație viguroasă, schimburi verbale dure între maestru și discipol, lovirea discipolului cu o bâtă specială (bō), și certatul discipolului cu voce tare (katsu). 
Călugărul Eisai este considerat cel care a introdus școala Rinzai în Japonia, după întoarcerea sa din cea de a doua călătorie de studiu din China. Acolo a studiat timp de 4 ani (din 1187) cu maestrul Xu'an Huaichang. Eisai și alți pionieri zen au introdus meditația zen în Japonia, la început găsind opoziție din partea călugărilor școlii Tendai (de la templul Enryakuji). Șogunul însă s-a lăsat convins de meritele practicilor zen, dându-i voie lui Eisai să construiască templul Kenninji din Kyoto. 
Un alt călugăr care a avut o influență puternică asupra dezvoltării școlii Rinzai a fost Hakuin (1686-1769). Și-a petrecut majoritatea timpului călătorind pentru a propaga practica zen. Pentru țărani a inventat o metodă simplificată de practicare care lăsa o oarecare libertate și folosirii rugăciunilor, a fabulelor moraliste, și invocațiilor din sutre. Însă pentru samurai și călugări avea o metodă mai strictă de meditație care includea șezutul pe călcâie (zazen) și studiul enigmelor kōan.